# Lộc An, Long Thành
Lộc An là một xã thuộc huyện Long Thành, tỉnh Đồng Nai, Việt Nam.
Xã có diện tích 19,46 km², dân số năm 1999 là 4118 người, mật độ dân số đạt 212 người/km².

## Hành chính
Xã Lộc An được chia thành 4 ấp: Bình Lâm, Bưng Cơ, Hàng Gòn, Thanh Bình, Suối Trầu, An Bình.